# Nhất Linh

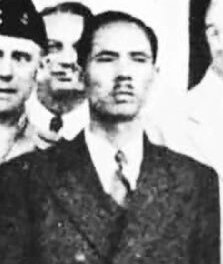
Nhất Linh (1946)

Nhất Linh (Hán tự: 一靈, "ein Geist") (gebürtig Nguyễn Tường Tam, 阮祥三; * 25. Juli 1906 in Cẩm Giàng, Hải Dương; † 7. Juli 1963 in Saigon) war ein vietnamesischer Schriftsteller und Politiker.

## Leben
Er studierte von 1927 bis 1930 Physik und Chemie in Frankreich und kehrte dann nach Vietnam zurück. Dort war er 1933 Mitbegründer und Leitfigur der literarischen Bewegung Tự Lực Văn Đoàn, die eine klare, einfache Quốc-ngữ-Sprache ohne chinesische Lehnwörter und Anlehnungen propagierte und eine Modernisierung in der Literatur Vietnams hervorrief. Die beiden Zeitschriften Phong Hóa und Ngày Na, die Nhất Linh herausgab, fungierten als Plattform für die Bewegung, die die gesamten 1930er Jahre hindurch die Literaturszene Vietnams dominierte.
Ab 1939 war er als Nationalist politisch tätig. Er gründete die Partei Đại Việt Dân Chính Đảng (Demokratische Partei Vietnams) und war später Generalsekretär der Việt Nam Quốc dân Đảng (VNQDD, Vietnamesische Nationalistische Partei), wobei er in Opposition zur französischen Kolonialmacht, zu den Kommunisten und schließlich zur südvietnamesischen Regierung unter Ngô Đình Diệm stand. Von 1942 bis 1945 und von 1947 bis 1951 war er im Exil in Hongkong und Shanghai. 1946 war er kurzzeitig Außenminister unter Hồ Chí Minh.
Als er 1963 bei einem Prozess im Rahmen des Militärputschs in Südvietnam im Jahre 1960 vorgeladen werden sollte, tötete er sich selbst durch Einnahme von Cyanid, um einer Verurteilung zu entgehen. In seinem Abschiedsbrief erinnerte er an den Mönch Thích Quảng Đức, der sich kurz zuvor aus Protest gegen die Buddhistenverfolgung Diêms verbrannt hatte, und schrieb: „Ich nehme mir das Leben auch als Warnung an jene, die auf allen Freiheiten herumtrampeln“.
Zwei seiner Brüder, Hoàng Đạo (1906–1948) und Thạch Lam (1909–1942), waren ebenfalls literarisch innerhalb der Tự Lực Văn Đoàn tätig.

## Werke
- Nho phong. Kurzgeschichten. 1924.
- Người quay tơ. Kurzgeschichten. 1926.
- Anh phải sống. Kurzgeschichten. 1932–1933, gemeinsam mit Khái Hưng.
- Đời mưa gió. Roman. 1933, gemeinsam mit Khái Hưng.
- Gánh hàng hoa. Roman. 1934, gemeinsam mit Khái Hưng.
- Nắng thu. Roman. 1934.
- Đoạn tuyệt. Roman. 1934–1935.
- Đi Tây. Reisebeschreibungen. 1935.
- Hai buổi chiều vàng. Kurzgeschichten. 1934–1937.
- Thế rồi một buổi chiều. Kurzgeschichten. 1934–1937.
- Lạnh lùng. Roman. 1935–1936.
- Đôi bạn. Roman. 1936–1937.
- Bướm trắng. Roman. 1938–1939.
- Xóm cầu mới. Roman (unvollendet). 1949–1957.
- Viết và đọc tiểu thuyết. Essays. 1952–1961.
- Giòng sông Thanh Thủy. Roman-Trilogie (Ba người bộ hành, Chi bộ hai người und Vọng quốc). 1960–1961.
- Thương chồng. Kurzgeschichten. 1961.